# جداسازی بیمار

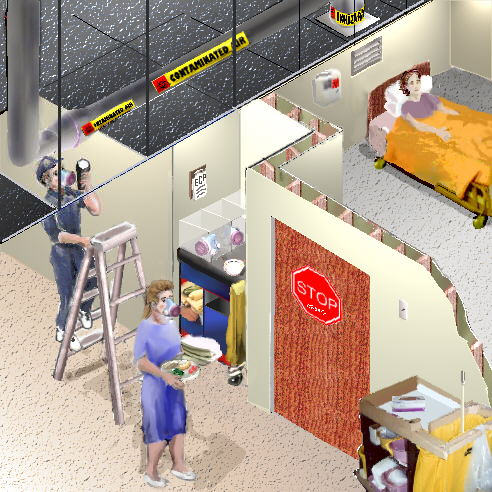
این تصویر سازی از محل نگهداری مسلولین از اداره ایمنی و سلامت شغلی آمریکا چندین وجه کنترل عفونی و جداسازی بیمارستان را به نمایش گذاشته است: کنترل مهندسی(مجرای هوای اختصاصی)، تجهیزات حفاظت شخصی(ماسک N95)، علائم و برچسبهای هشدار (ورودی حفاظت شده)، ظرف زباله اختصاصی و شیوه های پیشرفته خانه داری

جداسازی (Isolation) به معنای مجزا کردن شخصی در دوره قابلیت سرایت که مبتلا به بیماری قابل انتقال باشد و به منظور جلوگیری از انتقال مستقیم یا غیرمستقیم بیماری به دیگران می‌باشد. جداسازی می‌تواند به صورت کامل باشد یا ناقص (مثلاً در بیماری‌های جنسی) و کامل یعنی اینکه فرد را از هر جهت جداسازی می‌کنند.